# نانسی درو (مجموعه تلویزیونی ۲۰۱۹)
نانسی درو (به انگلیسی: Nancy Drew) یک سریال تلویزیونی درام رازآلود آمریکایی است که براساس سری رمان‌های معمایی به همین نام ساخته شده‌است.

## بازیگران و شخصیت‌ها

### اصلی
- کندی مکمن در نقش نانسی درو، کارآگاه سابق درخشان نوجوان[۱][۲]
- لی لوئیس در نقش جورجیا فن[۳]
- مدیسون جیزانی در نقش بس مروین
- تونجی کاسم در نقش ند «نیک» نیکرسون[۴]
- الکس ساکسون در نقش آس
- آلوینا آگوست در نقش دیت کارن هارت (فصل ۱)
- رایلی اسمیت در نقش رایان هادسون[۵][۶]
- اسکات ولف در نقش کارسون درو، وکیل مدافع جنایی و پدر بیوه نانسی[۷]

### دوره ای
- آدام بیچ در نقش رئیس مک گینیس
- سیناد کوری در نقش تیفانی هادسون، همسر رایان
- استفانی وان دایک در نقش لوسی سابل
- سارا کانینگ در نقش کاترین درو، مادر نانسی
- کیتی فیندلی در نقش لیزبت
- مایلز گاستون ویلانووا در نقش اوون ماروین (فصل اول)[۸]
- استیوی لین جونز در نقش لورا تندی، خواهر تیفانی
- لیزا لاپیرا در نقش ویکتوریا فن
- جودیت ماکسی در نقش دایانا ماروین، عمه پولدار بیس.

### مهمان
- پاملا سو مارتین در نقش هریت گروست، یک واسطه روحی.[۹]